# Stazione di Omegna-Crusinallo
La stazione di Omegna-Crusinallo è una fermata ferroviaria situata nella località di Crusinallo, frazione del comune di Omegna.

## Storia
La stazione fu attivata nel 1886.
Nel suo assetto originario, era dotata di un ampio scalo, che al 2000 risulta privo di scambi e binari, che faceva capire l'importanza dei traffici generati da questa stazione. C'erano alcuni raccordi diretti a diverse acciaierie e ferriere, oltre che ad alcune industrie del settore tessile. Sulle vecchie carte sono segnati binari per uno sviluppo di diversi chilometri, oltre che, lungo la statale parallela, la tranvia interurbana Omegna-Verbania-Pallanza-Intra, elettrificata, e percorsa da treni provenienti dallo smantellamento della ferrovia sopraelevata del esposizione di Milano del 1906.
Negli anni novanta fu interessata da un importante processo di riqualificazione che portò allo smantellamento dello scalo e all'utilizzo di solo un binario per il servizio passeggeri.

## Struttura ed impianti
La fermata dispone di un fabbricato viaggiatori sviluppato su due piani completamente chiuso all'utenza.

## Movimento
La fermata è servita da treni regionali svolti da Trenitalia nell'ambito del contratto di servizio stipulato con la Regione Piemonte.

## Servizi
Nella fermata non è presente nessun servizio, nemmeno quello di biglietteria, per cui è necessario procurarsi i biglietti anticipatamente  o sul sito delle Ferrovie dello Stato.